# بيل رامزي
بيل رامزي (بالإنجليزية: Bill Ramsey)‏ هو لاعب كرة قاعدة أمريكي، ولد في 20 أكتوبر 1920 في أوسيولا في الولايات المتحدة، وتوفي في 4 يناير 2008 في ممفيس في الولايات المتحدة.